# Greta Grönholm
Greta Alexandra Grönholm, née le 8 juin 1923 à Tammisaari et morte le 12 juin 2015, est une kayakiste finlandaise.

## Biographie
Elle remporte aux Championnats du monde de course en ligne de canoë-kayak de 1950 à Copenhague une médaille d'or en K-2 500 mètres avec Sylvi Saimo.